# Спортивний клуб армії (альбом)
Див. також: СКА
«Спортивний клуб армії» — перший спільний студійний альбом ска-гурту «Собаки в Космосі» та українського письменника Сергія Жадана, який написав тексти до всіх пісень. Альбом виданий 2008 року.

## Зміст
1. Звонімір Бобан
2. Натаха
3. С*ка-бл*дь
4. Боксери
5. Воєнкомат
6. Торчок
7. Жмур
8. Галя

Бонус-відео
- Звонімір Бобан
- С*ка-бл*дь